# Gran Premi del Canadà del 2015
El Gran Premi del Canadà de Fórmula 1 de la temporada 2015 s'ha disputat al Circuit Gilles Villeneuve de Mont-real, del 5 al 7 de juny del 2015.

## Resultats de la qualificació
| Pos                  | No | Pilot             | Constructor          | Part 1      | Part 2   | Part 3   | Sortida |
| -------------------- | -- | ----------------- | -------------------- | ----------- | -------- | -------- | ------- |
| 1                    | 44 | Lewis Hamilton    | Mercedes             | 1:15.895    | 1:14.661 | 1:14.393 | 1       |
| 2                    | 6  | Nico Rosberg      | Mercedes             | 1:15.893    | 1:14.673 | 1:14.702 | 2       |
| 3                    | 7  | Kimi Räikkönen    | Ferrari              | 1:16.259    | 1:15.348 | 1:15.014 | 3       |
| 4                    | 77 | Valtteri Bottas   | Williams-Mercedes    | 1:16.552    | 1:15.506 | 1:15.102 | 4       |
| 5                    | 8  | Romain Grosjean   | Lotus-Mercedes       | 1:15.833    | 1:15.187 | 1:15.194 | 5       |
| 6                    | 13 | Pastor Maldonado  | Lotus-Mercedes       | 1:16.098    | 1:15.622 | 1:15.329 | 6       |
| 7                    | 27 | Nico Hülkenberg   | Force India-Mercedes | 1:16.186    | 1:15.706 | 1:15.614 | 7       |
| 8                    | 26 | Daniïl Kviat      | Red Bull-Renault     | 1:16.415    | 1:15.891 | 1:16.079 | 8       |
| 9                    | 3  | Daniel Ricciardo  | Red Bull-Renault     | 1:16.410    | 1:16.006 | 1:16.114 | 9       |
| 10                   | 11 | Sergio Pérez      | Force India-Mercedes | 1:16.827    | 1:15.974 | 1:16.338 | 10      |
| 11                   | 55 | Carlos Sainz, Jr. | Toro Rosso-Renault   | 1:16.611    | 1:16.042 |          | 11      |
| 12                   | 33 | Max Verstappen    | Toro Rosso-Renault   | 1:16.361    | 1:16.245 |          | 191     |
| 13                   | 9  | Marcus Ericsson   | Sauber-Ferrari       | 1:16.796    | 1:16.262 |          | 12      |
| 14                   | 14 | Fernando Alonso   | McLaren-Honda        | 1:17.012    | 1:16.276 |          | 13      |
| 15                   | 12 | Felipe Nasr       | Sauber-Ferrari       | 1:16.968    | 1:16.620 |          | 14      |
| 16                   | 5  | Sebastian Vettel  | Ferrari              | 1:17.344    |          |          | 182     |
| 17                   | 19 | Felipe Massa      | Williams-Mercedes    | 1:17.886    |          |          | 15      |
| 18                   | 98 | Roberto Merhi     | Marussia-Ferrari     | 1:19.133    |          |          | 16      |
| 19                   | 28 | Will Stevens      | Marussia-Ferrari     | 1:19.157    |          |          | 17      |
| 107% temps: 1:21.141 |    |                   |                      |             |          |          |         |
| —                    | 22 | Jenson Button     | McLaren-Honda        | Sense temps |          |          | 203     |
| font:                |    |                   |                      |             |          |          |         |

Notes
^1  – Max Verstappen és penalitzat amb 5 llocs a la graella de sortida per causar una col·lisió al GP i amb 10 posicions més per excedir el nombre de canvis d'unitats de potència permeses en una temporada.

^2  – Sebastian Vettel va rebre una penalització de cinc posicions per avançar amb banderes vermelles durant la tercera sessió d'entrenaments lliures.
^3  – Jenson Button va rebre el permís dels comissaris per disputar la cursa després de no haver marcat temps per qualificar-se. A més a més, va rebre dues penalitzacions de deu i cinc llocs a la graella per substituir elements del seu motor. Ja que no fou possible complir amb aquestes penalitzacions al sortir últim, fou penalitzat amb un drive trought a realitzar a les tres primeres voltes de la carrera.

## Resultats de la Cursa
| Pos   | No | Pilot             | Constructor          | Voltes | Temps / Retirada | Pos.Sortida | Punts |
| ----- | -- | ----------------- | -------------------- | ------ | ---------------- | ----------- | ----- |
| 1     | 44 | Lewis Hamilton    | Mercedes             | 70     | 1h 31' 53 145    | 1           | 25    |
| 2     | 6  | Nico Rosberg      | Mercedes             | 70     | + 2.285 s        | 2           | 18    |
| 3     | 77 | Valtteri Bottas   | Williams-Mercedes    | 70     | + 40.666 s       | 4           | 15    |
| 4     | 7  | Kimi Räikkönen    | Ferrari              | 70     | + 45.625 s       | 3           | 12    |
| 5     | 5  | Sebastian Vettel  | Ferrari              | 70     | + 49.903 s       | 18          | 10    |
| 6     | 19 | Felipe Massa      | Williams-Mercedes    | 70     | + 56.381 s       | 15          | 8     |
| 7     | 13 | Pastor Maldonado  | Lotus-Mercedes       | 70     | + 1'06.664 min.  | 6           | 6     |
| 8     | 27 | Nico Hülkenberg   | Force India-Mercedes | 69     | + 1 Volta        | 7           | 4     |
| 9     | 26 | Daniïl Kviat      | Red Bull-Renault     | 69     | + 1 Volta        | 8           | 2     |
| 10    | 8  | Romain Grosjean   | Lotus-Mercedes       | 69     | + 1 Volta        | 5           | 1     |
| 11    | 11 | Sergio Pérez      | Force India-Mercedes | 69     | + 1 Volta        | 10          |       |
| 12    | 55 | Carlos Sainz, Jr. | Toro Rosso-Renault   | 69     | + 1 Volta        | 11          |       |
| 13    | 3  | Daniel Ricciardo  | Red Bull-Renault     | 69     | + 1 Volta        | 9           |       |
| 14    | 9  | Marcus Ericsson   | Sauber-Ferrari       | 69     | + 1 Volta        | 12          |       |
| 15    | 33 | Max Verstappen    | Toro Rosso-Renault   | 69     | + 1 Volta        | 19          |       |
| 16    | 12 | Felipe Nasr       | Sauber-Ferrari       | 68     | + 2 Voltes       | 14          |       |
| 17    | 28 | Will Stevens      | Marussia-Ferrari     | 66     | + 4 Voltes       | 17          |       |
| Ret   | 98 | Roberto Merhi     | Marussia-Ferrari     | 57     | Transmissió      | 16          |       |
| Ret   | 22 | Jenson Button     | McLaren-Honda        | 54     | Escapament       | 20          |       |
| Ret   | 14 | Fernando Alonso   | McLaren-Honda        | 44     | Escapament       | 13          |       |
| Font: |    |                   |                      |        |                  |             |       |